# Sinfonía n.º 1 (Haydn)

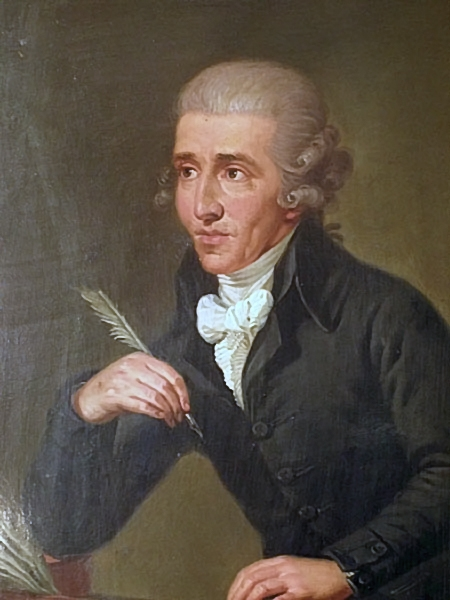
Haydn hacia 1770.

La Sinfonía n.º 1 en re mayor, Hob. I:1 fue compuesta por Joseph Haydn entre 1757 y 1759.

## Historia
La producción sinfónica del maestro austríaco puede dividirse a grandes rasgos en tres bloques temporales: el primer bloque (1757-1761) se corresponde con su periodo al servicio del conde Carl von Morzin (n.º 1 - n.º 5); el segundo bloque en la corte Esterházy (1761-1790 pero con la última sinfonía para el público de Esterházy en 1781); y el tercer bloque (1782-1795) comprende las Sinfonías de París (n.º 82 - n.º 87) y las Sinfonías de Londres (n.º 93 - n.º 104). El 1 de mayo de 1761 el compositor firmó su contrato como vice-kapellmeister (más tarde kapellmeister) de la familia Esterházy, que nominalmente duró 48 años, hasta su muerte.
La composición de esta pieza se desarrolló entre 1757 y 1759, cuando el compositor tenía 27 años. En esta época Haydn trabajaba al servicio del conde Carl von Morzin en la corte de Lukavec. Aunque la datación de muchas de las sinfonías de Haydn está sujeta a debate, es bastante seguro que esta pequeña obra designada como número 1 es la hermana mayor que inicia la larga marcha de las más de cien obras que creó el maestro austríaco en el género sinfónico. El propio compositor describió la obra como su primera sinfonía y la asoció con su servicio al conde Morzin, y los manuscritos de las bibliotecas del conde Von Fürnberg y del Monasterio de San Florián parecen confirmarlo.
Aunque Haydn la marcó como su primera sinfonía, los eruditos no están seguros de si es de hecho la primera que Haydn escribió, o si es una de las primeras obras que han llegado a nuestros días. A pesar de saber con certeza que la n.º 1 fue escrita en 1759, el musicólogo H. C. Robbins Landon no puede determinar con exactitud si la Sinfonía n.º 2 o la n.º 4 (o ambas) fueron compuestas en 1757 o 1758.

## Instrumentación
La partitura está escrita para una orquesta formada por:
- Viento madera: 2 oboes (o flautas), 1 fagot.
- Viento metal: 2 trompas.
- Cuerda: una sección de cuerdas con violines I y II, violas, violonchelos y contrabajos.
- Teclado: clavecín como bajo continuo.

En aquella época se solía emplear un fagot para amplificar la voz del bajo, incluso sin una notación separada. En cuanto a la participación del clavecín como bajo continuo en las sinfonías de Haydn existen diversas opiniones entre los estudiosos: James Webster se sitúa en contra; Hartmut Haenchen a favor; Jamie James en su artículo para The New York Times presenta diferentes posiciones por parte de Roy Goodman, Christopher Hogwood, H. C. Robbins Landon y James Webster). A partir de 2019 la mayor parte de las orquestas con instrumentos modernos no utiliza el clavecín como continuo. No obstante, existen grabaciones con clavecín en el bajo continuo realizadas por: Trevor Pinnock (Sturm und Drang Symphonies, Archiv, 1989-1990); Nikolaus Harnoncourt (n.º 6–8, Das Alte Werk, 1990); Sigiswald Kuijken (incluidas las Sinfonías de París y Londres; Virgin, 1988-1995); Roy Goodman (Ej. n.º 1-25, 70-78, 82-87; Hyperion, 2002).

## Estructura y análisis
La sinfonía consta de tres movimientos:
- I. Presto, en re mayor 4
4
- II. Andante, en sol mayor 2
4
- III. Presto, en re mayor 3
8

La interpretación de esta obra dura aproximadamente 15 minutos. Se estructura en tres movimientos al igual que algunas de sus primeras sinfonías y las de sus contemporáneos. Esta composición pertenece a la tradición de la obertura italiana de ópera, ya que su primer movimiento es audaz y rebosa energía, el movimiento lento reduce la instrumentación y el Finale es un conciso ensayo en compás de 3/8.

### I.Presto
El primer movimiento, Presto, está escrito en la tonalidad de re mayor, en compás de 4/4 y sigue la forma sonata. Arranca de manera inusual con un crescendo ascendente típico de la Escuela de Mannheim que contrasta con el resto de la obra, que tiene un carácter más austríaco. Para otros autores no debe confundirse con el "crescendo de Mannheim", que es mucho más largo y menos inestable. Hay "frecuentes pasajes en los que" las violas son "empleadas con ingenuidad y bastante separadas de la línea de bajo". A pesar de su incesante impulso rítmico, incluye muchas ideas motívicas diferentes que no son realmente "temas" y cambios de textura. Por ejemplo, al principio del segundo grupo en la dominante, la repentina ruptura y contraste de la textura pianística justo cuando lo esperable sería una cadencia fuerte; o el breve y agitado episodio del minore en frases contrastantes de compás y medio. El breve desarrollo fragmenta y recombina los motivos. Destacan las fanfarrias de trompa que anuncian la inminente recapitulación, que se acorta de forma considerable pero que transcurre con regularidad.

### II.Andante
El segundo movimiento, Andante, está en la tonalidad subdominante de sol mayor, en compás de 2/4 y responde a una forma ternaria de lied. El movimiento lento establece de una vez por todas la inimitable profundidad ágil que es tan típica de los Andantes interiores de Haydn. Se puede interpretar que la estructura sigue una forma sonata con un giro "sorpresa" al modo menor y un contrapunto más denso para la repetición del tema inicial. Se caracteriza por el ritmo de tresillos, cuyo significado "cambia varias veces en el transcurso del movimiento entre una mera función rítmica y una tarea motívico-melódica". El tema principal de cuatro compases presenta un marcado carácter de zancada y unas características notas repetidas, para continuar como una variación con disonancias mantenidas. Tras un pasaje con síncopas y un acorde de séptima en la, se establece la dominante de re mayor con su breve diálogo de tresillos en los violines. Después surgen otros dos pequeños motivos hasta el final de la primera sección en el compás 28, ambos también con tresillos. La segunda parte se inicia como una continuación del tema principal, que a su vez se convierte en un diálogo de tresillos en progresión descendente. En el compás 50 comienza la variación del tema principal análoga a la del compás 6 en sol menor, seguida de un pasaje sincopado. La sección correspondiente al compás 11 de la primera parte se reproduce en el compás 61. En este punto se puede considerar que empieza una "recapitulación" abreviada. Se repiten las dos partes del movimiento, si bien en algunas grabaciones no se hacen las repeticiones.

### III.Presto
El tercer y último movimiento, Presto, retoma la tonalidad inicial, el compás es 3/8 y adopta la forma sonata. Ejemplifica el estilo de Finale "breve en 3/8" de Haydn. El fraseo es irregular e impredecible en todo momento. Empieza con la tríada ascendente de re mayor y una melodía de acordes que constituye el primer motivo, a la que sigue el segundo motivo sin transición, con un ritmo con puntillo y una apoyatura sobre el acorde de séptima de mi mayor. El tercer motivo son seis compases con semicorcheas en el primer violín. El cuarto motivo comienza en el compás 21 con su llamativo salto hacia abajo que supera el intervalo de décima. termina la primera parte del movimiento en el compás 32 con golpes de acorde en la. El desarrollo (cc. 33-47) es bastante corto y en él aparecen brevemente el motivo 1 y el motivo 2. La recapitulación (cc. 48 y siguientes) está estructurada de forma similar a la exposición. Se repiten las dos partes del movimiento. En algunas grabaciones no se respetan las repeticiones de las secciones del movimiento.